# Luanna Guimarães
Luanna Guimarães (Florianópolis, 28 de maio de 1981) é uma roteirista e dramaturga brasileira. Dentre seus trabalhos, estão os filmes Esposa de Aluguel, Evidências do Amor e a peça Bibi - Uma Vida em Musical. 

## Carreira
Formada em Comunicação, iniciou a carreira como repórter de cultura no jornal O Fluminense. Entrou para a TV Globo onde trabalhou como jornalista e, posteriormente, roteirista. 
É roteirista das comédias românticas Evidências do Amor,  que estreou nos cinemas em 2024, e Esposa de Aluguel (2022), da Netflix, que alcançou o Top 1 da plataforma em 16 países e o Top 10 em 68 países (entre filmes de língua não-inglesa) e o Top 2 entre longas em qualquer idioma na semana de sua estreia. O filme seguiu no Top 10 mundial  durante todo o mês de lançamento. 
É colaboradora de roteiro dos filmes Tô Ryca, Tô Ryca 2 e Os Salafrários.
No teatro, é autora da peça Bibi - Uma Vida em Musical, que conta a trajetória da atriz Bibi Ferreira. O espetáculo recebeu mais de 100 indicações aos principais prêmios de teatro do Brasil, como Shell, APCA, Reverência e Bibi Ferreira. Faz parte da 5a Dentição da Universidade Antropófaga do Teatro Oficina. 
Escreveu o especial Feliz Ano Novo... De Novo, da Amazon Prime Video, além de diversos programas para o  Multishow, como Vai que Cola, Xilindró, Prazer, Pabllo Vittar . Na TV Globo, é uma das criadoras e roteiristas do quadro Isso a Globo Não Mostra, exibido pelo Fantástico, e Hoje É Dia Das Crianças (2024).

## Filmografia

### Cinema
| Ano de Lançamento | Título             | Notas                   |
| ----------------- | ------------------ | ----------------------- |
| 2024              | Evidências do Amor | Roteirista              |
| 2024              | Fazendo Meu Filme  | Roteirista              |
| 2022              | Esposa de Aluguel  | Roteirista              |
| 2022              | Tô Ryca 2          | Roteirista colaboradora |
| 2021              | Os Salafrários     | Roteirista colaboradora |
| 2016              | Tô Ryca            | Roteirista colaboradora |

### Televisão
| Ano                | Título                    | Temporada               |
| ------------------ | ------------------------- | ----------------------- |
| 2024               | Hoje É Dia Das Crianças   | Especial (TV Globo)     |
| 2023               | Feliz Ano Novo... De Novo | Especial (Amazon Prime) |
| 2019 / 2020        | Isso a Globo Não Mostra   | 1ª / 2ª temporada       |
| 2018               | Prazer, Pabblo Vittar     | 1ª temporada            |
| 2016 / 2017 / 2018 | Xilindró                  | 1ª / 2ª / 3ª temporada  |
| 2015 / 2016        | Treme Treme               | 1ª / 2ª temporada       |
| 2015               | Aí Eu Vi Vantagem         | 1ª temporada            |
| 2014               | Não Tá Fácil Pra Ninguém  | 1ª temporada            |
| 2014               | Vai que Cola              | 1ª temporada            |

## Teatro
| Ano  | Título                     | Notas  |
| ---- | -------------------------- | ------ |
| 2018 | Bibi - Uma Vida em Musical | Autora |